# Geelvinkbaaitalen
De Geelvinkbaaitalen zijn een hypothetische taalfamilie, die bestaat uit 33 talen in en ten zuiden van de Geelvinkbaai in de Indonesische provincie Papoea, ook bekend als de Cenderawasihbaai of de Paradijsvogelbaai. De bekendste Geelvinkbaaitaal is Yawa, gesproken op het eiland Japen. Alle Geelvinkbaaitalen samen hebben circa 21.000 sprekers. 
De Geelvinkbaaihypothese werd voorgesteld door Stephen Würm, die het ontwikkelde als deel van een eerste poging de Papoeatalen te classificeren aan de hand van de karig beschikbare gegevens, an hij verwacht niet dat zijn voorstellen nauwkeuriger onderzoek zullen weerstaan.
Würm gebruikt in zijn classificatie drie niveaus, families (het niveau van Germaanse talen), stocks (het niveau van de Indo-Europese talen) en phyla (het niveau van het hypothetische Nostratisch). In deze classificatie zijn de Geelvinkbaaitalen een phylum.
Oorspronkelijk was het Geelvinkbaaiphylum bedoeld om de Yawaisolaten te verbinden met de Oostelijke Geelvinkbaaifamilie, gesproken rond de oostkust van de baai. Sindsdien zijn de Lake Plain talen uit het midden van Papoea verwijderd uit de Trans-Nieuw-Guineatalen, waar Würm ze in eerste instantie plaatste, an ook geclassificeerd als Geelvinkbaaitalen.
De lezer dient er acht op te slaan dat geen enkele classificatie van de Papoeatalen boven het familieniveau aantoonbaar geldig is.

## Classificatie
Geelvinkbaai
- Yawa isolaat (of bestaande uit de twee nauw verwante talen Saweru and Yawa)
- Oostelijke Geelvinkbaaitalen familie: Turunggare, Barapasi, Bauzi, Anasi (Bapu), Burate, Demisa, Kofei, Nisa, Tefaro, Woria, Sauri-Sirami
- Lake Plain stock
  - Awera isolaat
  - East Lake Plain familie: Foau, Taworta
  - Rasawa-Saponi: Rasawa, Saponi Papua
  - Tariku superfamilie
    - Turu: Edopi, Iau
    - Duvle
    - West Tariku: Fayu, Kirikiri, Tause
    - Central Lake Plain familie: Obokuitai, Biritai, Eritai, Kwerisa, Papasena, Kaiy, Doutai, Sikaritai, Waritai